# Norizan Bakar
Norizan Bakar (ur. 27 stycznia 1961 w Perlis) – malezyjski piłkarz grający na pozycji pomocnika, a po zakończeniu kariery trener.

## Kariera piłkarska
Całą karierę piłkarską Bakar spędził w klubie Perlis FA. Grał w nim w latach 1978–1989, a jego największym osiągnięciem było wygranie rozgrywek Division Two w 1989 roku.

## Kariera trenerska
Po zakończeniu kariery piłkarskiej Bakar został trenerem. Prowadził Perlis FA i Penang FA, a w 2005 roku został selekcjonerem reprezentacji Malezji zastępując na tym stanowisku Węgra Bertalana Bicskeia. W 2007 roku poprowadził ją w Pucharze Azji 2007, jednak zespół przegrał tam wszystkie 3 spotkania: z Chinami (1:5), z Uzbekistanem (0:5) i z Iranem (0:2). W latach 2007–2008 prowadził Kelantan FA.